# Asheville
Asheville is een plaats (city) in de Amerikaanse staat North Carolina, en valt bestuurlijk gezien onder Buncombe County.

## Demografie
Bij de volkstelling in 2000 werd het aantal inwoners vastgesteld op 68.889.
In 2006 is het aantal inwoners door het United States Census Bureau geschat op 72.789, een stijging van 3900 (5,7%).

## Geografie
Volgens het United States Census Bureau beslaat de plaats een oppervlakte van
107,0 km², waarvan 106,0 km² land en 1,0 km² water. Asheville ligt op ongeveer 716 m boven zeeniveau.

## Bezienswaardigheden
Het North Carolina Arboretum is een botanische tuin in Asheville.
Asheville is bekend vanwege het Biltmore House, een uit de jaren rond de vorige eeuwwisseling stammend landhuis van de Vanderbilt familie.

## Plaatsen in de nabije omgeving
De onderstaande figuur toont nabijgelegen plaatsen in een straal van 16 km rond Asheville.

## Geboren in Asheville
- Hank Mizell (1923-1992), zanger en songwriter
- Bill Napier (1926-2003), klarinettist
- Roberta Flack (1937), zangeres
- Franklin Graham (1952), evangelist
- Malcolm Holcombe (1955), singer-songwriter
- Bellamy Young (1970), actrice
- Jermaine Dupri (1972), platenproducent en rapper
- Paul Schneider (1976), acteur